# 길상면
길상면(吉祥面)은 대한민국 인천광역시 강화군의 면이다. 강화섬 최단에 위치하며, 두면이 해안선에 인접한 지역으로 어촌 3개 마을, 농촌 9개 마을로 구성되어 있고 관할 일부지역이 군사보호 지역이다.

## 개요
길상면은 1914년 정두동, 정하동(현 양도면 도장리,길정리)을 양도면에 편입하고, 경기도 부평군 동검도를 합병하여 길상면이라 칭하였다. 1927년 면청사를 신축하고, 1950년 한국전쟁 때 청사가 불타없어졌고, 1953년 일반 가옥을 매입하여 사용하였으며, 1985년도에 현재의 청사를 신축·이전하여 현재에 이르고 있다.

## 법정리
- 온수리(溫水里)
- 선두리(船頭里)
- 동검리(東檢里)
- 초지리(草芝里)
- 장흥리(壯興里)
- 길직리(吉稷里)

## 교육
- 길상초등학교
- 강남중학교
- 강남영상미디어고등학교
- 가천의과대학교

## 명소
관광 명승지로 전등사(전등사 경내에 보물 3점, 비지정문화재 8점), 단군의 아들이 쌓았다는 삼랑성(사적 130호), 지방기념물 8호인 이규보 선생의 묘와 사적 225호인 초지진, 인천광역시 유형문화재인 강화 온수리 성공회 성당 등이 있어 가히 역사의 숨결이 살아있는 지역이라고 말할 수 있다.